# Obergude
Obergude ist ein Ortsteil der Großgemeinde Alheim im osthessischen Landkreis Hersfeld-Rotenburg.

## Geographische Lage
Obergude liegt im Stölzinger Gebirge im Nordteil des Gemeindegebiets von Alheim. Im Norden grenzt es an Metzebach mit dem daran anschließenden Tal der Lande (Schwalm-Eder-Kreis), im Osten an den Haselgrund (Rotenburg an der Fulda) und im Süden an Niedergude (zu Alheim). Durchflossen wird es vom Fulda-Zufluss Gude. Durch das Dorf führt die Landesstraße 3304; sie verbindet die vier Dörfer des Gudegrunds: Obergude, Niedergude, Erdpenhausen und Hergershausen.

## Geschichte
Erstmals erwähnt wurde das Dorf Gude in einer Urkunde von König Otto dem Großen. Diese wurde ausgestellt am 25. Februar 960 zu Worms. Nach dem Inhalt dieser Urkunde wurden die Dörfer Gude und Solz einem Edelmann namens Thiatgaz zum Eigentum übertragen.
Mit Wirkung vom 1. August 1972 wurden im Zuge der Gebietsreform in Hessen Obergude und neun weitere Dörfer zur neu gegründeten Gemeinde Alheim zusammengeschlossen.
Im Jahr 2010 feierten die Oberguder zusammen mit dem Nachbardorf Niedergude ihr 1050-jähriges Bestehen mit einem großen Fest.

## Kulturdenkmäler
- In der Liste der Kulturdenkmäler in Alheim sind für Obergude zwölf Kulturdenkmäler und die Gesamtanlage Obergude aufgeführt.